# Law of the Badlands
Law of the Badlands è un film del 1951 diretto da Lesley Selander.
È un western statunitense con Tim Holt e Richard Martin.

## Produzione
Il film, diretto da Lesley Selander su una sceneggiatura di Ed Earl Repp, fu prodotto da Herman Schlom per la RKO Radio Pictures e girato a Agoura, California, dal 14 giugno a fine giugno 1950. Il titolo di lavorazione fu Texas Triggerman.

## Distribuzione
Il film fu distribuito negli Stati Uniti dal 24 febbraio 1951 al cinema dalla RKO Radio Pictures. È stato distribuito anche in Brasile con il titolo A Lei dos Maus.

## Promozione
Le tagline sono:
- TEXAS RANGERS vs. BANDIT TRIGGERS! Tim masquerades as a "wanted" killer, to crush a counterfeit-money gang! The bills they print are counterfeit---the bullets they shoot are real!
- DANGEROUS DISGUISE! Tim tempts bullets from both outlaws and The Law, as a masqueradin' Texas Ranger trailing a fast-shooting. counterfeit-money gang.
- PHONY BANDITS TRICK COUNTERFEIT-MONEY GANG! It's a murderous masquerade, with Tim and Chito as Texas Rangers disguised as killers!
- DOUBE DOUBLE-CROSS! Phony-money gang stumbles into trouble. Tim masquerades as a bandit in his most thrilling life-and-death game!
- RANGER BULLETS BL;AST BANDITS!